# Naprava
Napráva je običajno tehniško ime za medsebojno funkcijsko povezane stroje in orodja v industriji, gradbeništvu, kmetijstvu, itd. Naprave  služijo pretvorbi informacij.
Naprave so lahko na primer:
- računske
- računalniške
- regulacijske
- merilne
- kino in foto
- navigacijske
- astronomske
- pisalni »stroji«
- radii
- releji
- telefoni
- tehtnice
- termostati